# Cuchillo jamonero

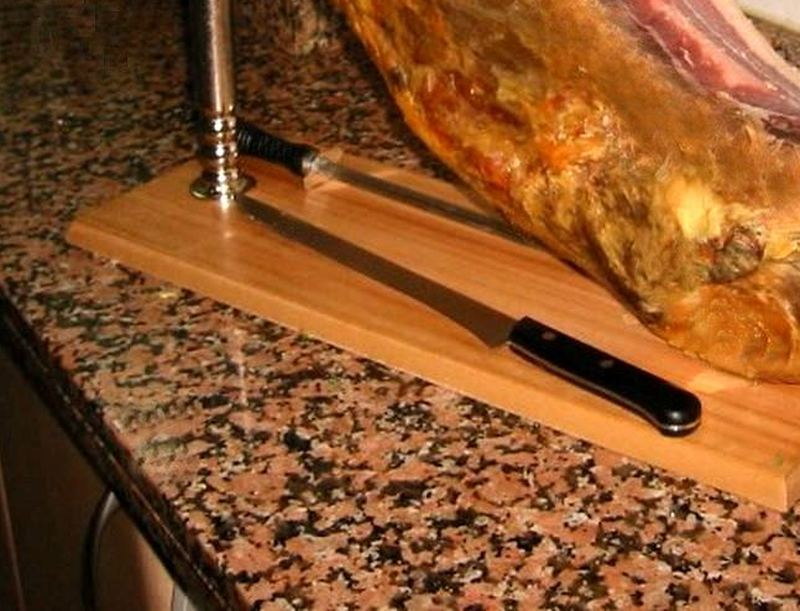
Pata de jamón sobre un soporte jamonero de madera, y al lado un cuchillo jamonero con su afilador al fondo.

El cuchillo jamonero es un cuchillo especial, de gran longitud empleado para cortar lonchas de jamón ('loncheado'). A veces se denomina solamente como jamonero. Las características principales del cuchillo son una hoja larga, algo estrecha y con flexibilidad para que se pueda cortar finamente y con precisión mientras se acomoda el movimiento del corte al perfil del jamón. Los expertos del jamón dicen que para degustar el jamón debe ser cortado a mano, con el empleo de este tipo de cuchillos, y afirman que el corte mecánico de algunas charcuterías hace que el jamón pierda propiedades organolépticas.

## Características
Posee ciertas características: está elaborado de acero inoxidable y es 37 a 40 cm de longitud (a veces existen diversas longitudes para adaptarse al jamón o a la paletilla) y suele tener una hoja de dos a tres centímetros de anchura. Suele ser flexible y acabado en punta muy afilada.

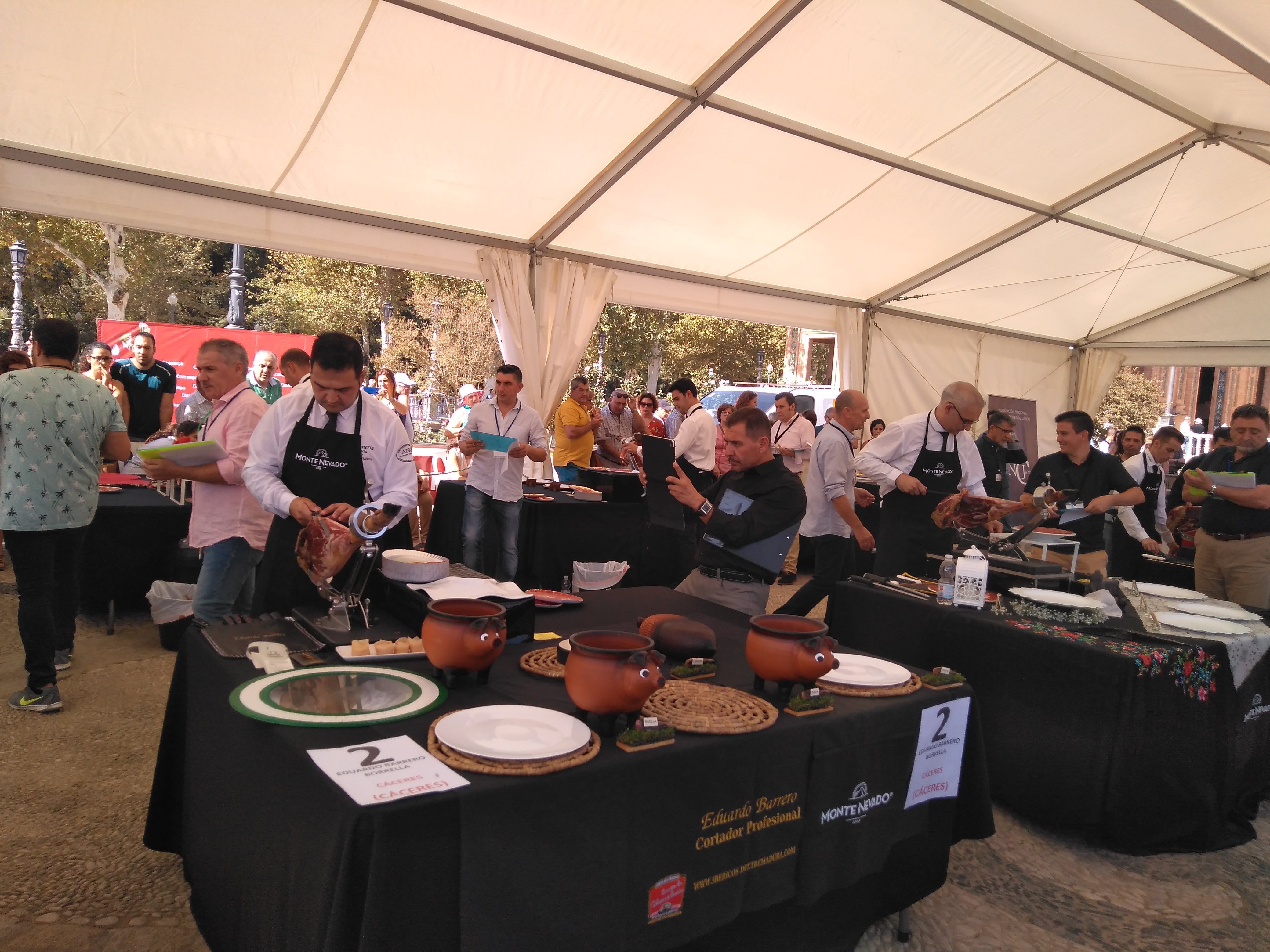
Concurso de corte de jamón

Recientemente se han comenzado a fabricar cuchillos con el filo alveolado, a imitación de los cuchillos escandinavos para cortar salmón.http://www.coneljamonnomelajuego.com/
El cuchillo jamonero se desafila con facilidad, por esta razón se aconseja afilar de nuevo cada vez que se vaya a usar. Debe afilarse siempre con una chaira (lima especial que homogeneiza el metal del filo), o bien con una piedra de afilar (previamente remojada). En cualquier caso, tras el afilado se debe limpiar el filo con un paño para quitar los restos de metal que hayan podido quedar en la superficie.

## Los cortadores de jamón
Los cortadores de jamón son considerados verdaderos artistas del cuchillo, ya que dominan la técnica y el conocimiento del jamón ibérico, convirtiendo cada loncha en una experiencia sensorial única. Estos profesionales desempeñan un papel fundamental en la promoción y difusión del jamón ibérico, siendo embajadores de la cultura gastronómica española. Su destreza y pasión los lleva a participar en eventos destacados como el Campeonato de España de Cortadores de Jamón, organizado por la Asociación Nacional de Cortadores de Jamón (ANCJ).https://jamonibericodebellota.com/cortadores-de-jamon/

## Normas de seguridad

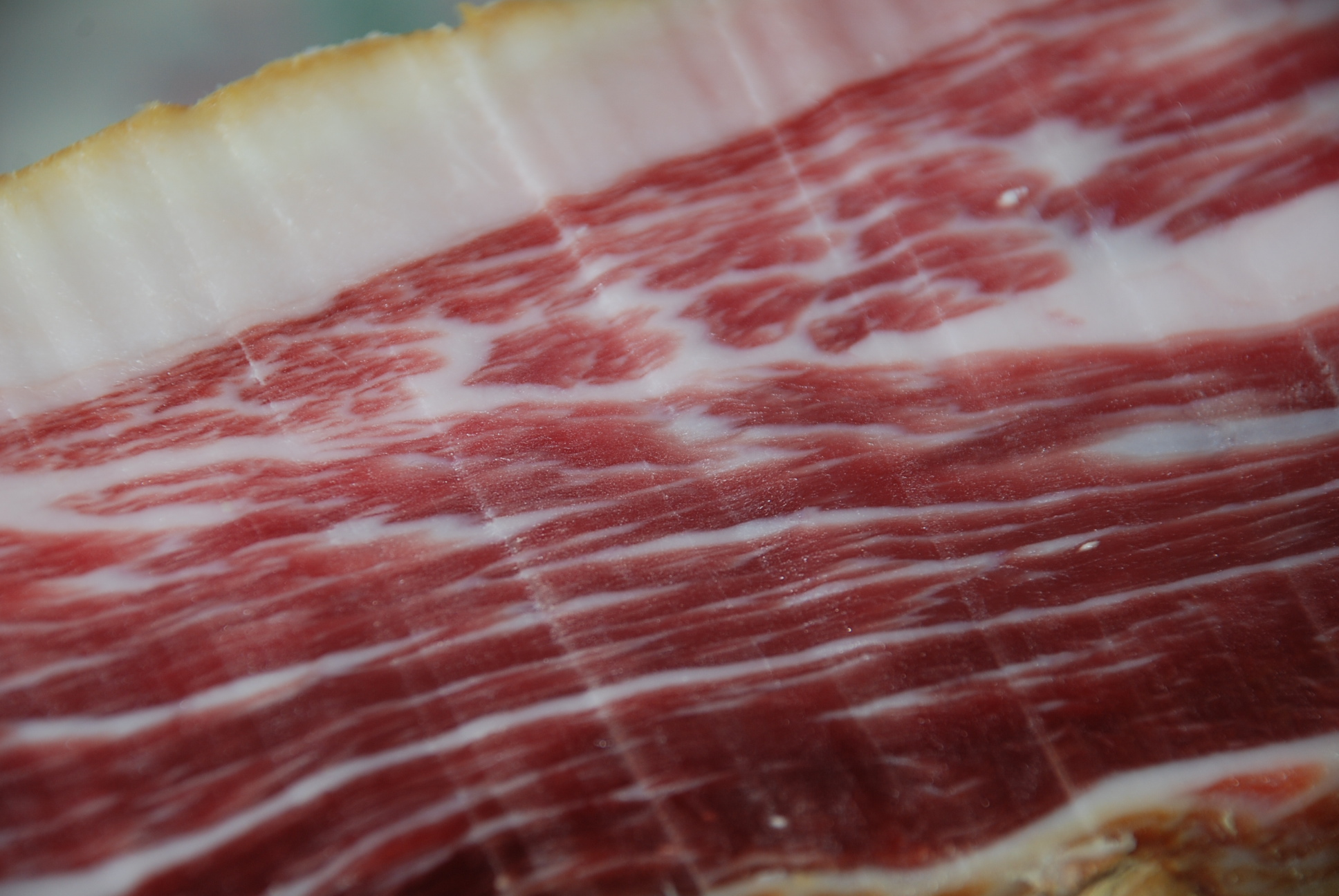
Corte de jamón. Este ha de ser paralelo y con movimientos muy seguidos, dejando las características marcas de la fotografía.

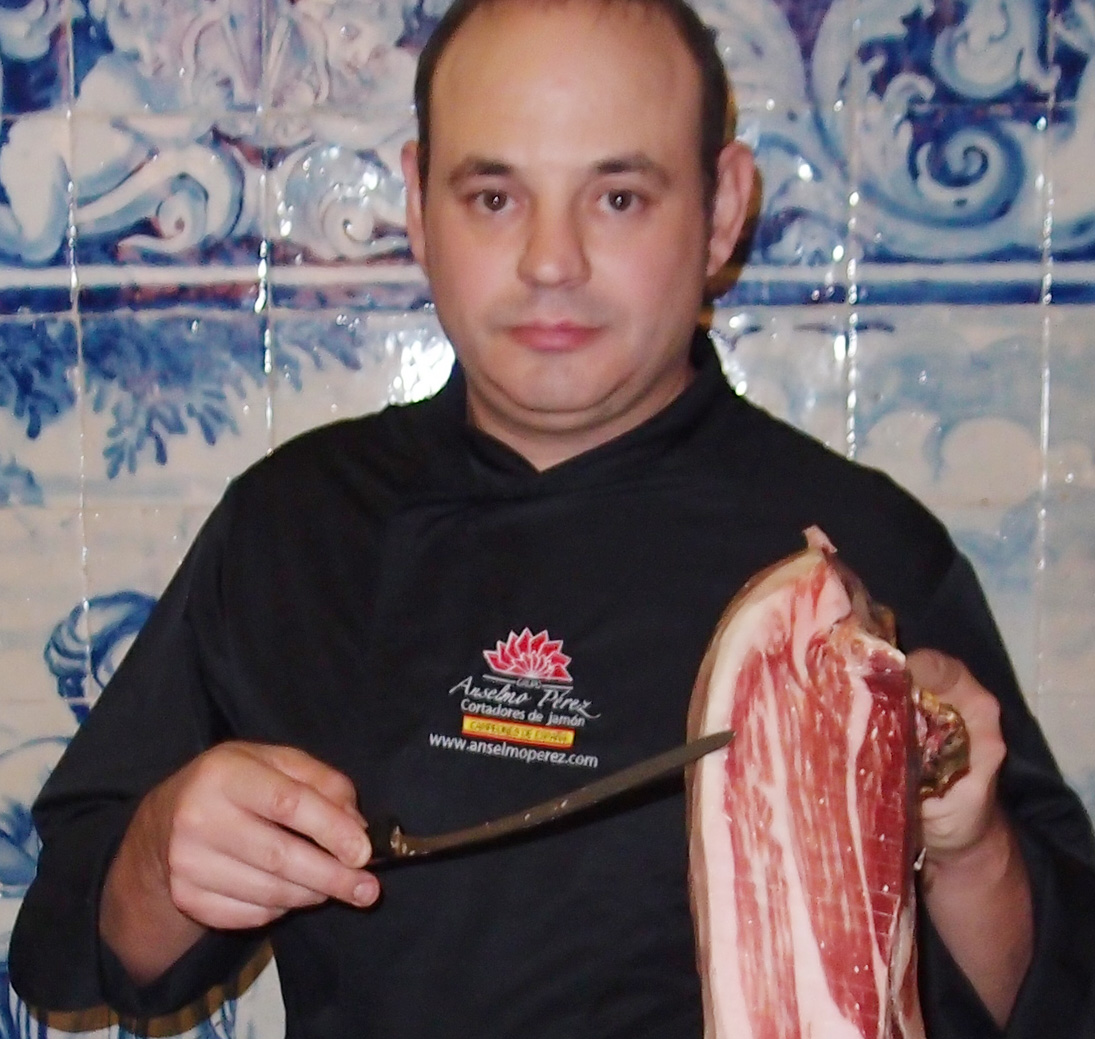
Anselmo Pérez Campeón de España de corte de jamón a cuchillo

El empleo inexperto de este tipo de cuchillo causa serios accidentes caseros. Para garantizar la seguridad se deben observar las siguientes reglas:
Emplear un portajamones que esté bien fijo y no se deslice, estando el jamón bien aferrado a él en todas sus direcciones. Este paso debe ser garantizado por el cortador de jamón antes de comenzar.
Mientras se realiza el corte, la mano izquierda debe estar colocada en todo momento a mayor altura que la mano que opera con el cuchillo. Si se es zurdo la regla es al contrario.
Si el cuchillo está bien afilado no se debe hacer fuerza.
El corte debe ser lento y pausado.
Por precaución debe mantenerse el cuerpo en una posición lo más retirada posible de la zona de corte.